# 473 هـ
473 هـ هي سنة في التقويم الهجري امتدت مقابلةً في التقويم الميلادي بين سنتي 1080 و1081.

## مواليد
- أبو حامد الغرناطي، رحالة وكاتب أندلسي ولد في غرناطة.
- السنائي

## وفيات
- ابن حيوس
- الفضل بن المحب
- محمد بن الحسين البغدادي